# Anders Dannvik
Lars Johan Anders Dannvik, född 23 juli 1966 i Simtuna församling, Uppsala län, är en svensk låtskrivare, artist och musikproducent.
Dannvik är bosatt i Stockholm, uppvuxen i Enköping.

## Låtar i urval
- "Let Your Spirit Fly" - Pernilla Wahlgren & Jan Johansen (2:a i Melodifestivalen 2003).
- "Stjärna på himmelen" - Drömhus (2:a i Melodifestivalen 1999).
- " I dina ögon" - Pernilla Emme (3:a i Melodifestivalen 1993).
- "Vågornas sång" - Monica Silverstrand. (5:a i Melodifestivalen 1993).
- " Kom och dela min hemlighet" - Tina Röklander (4:a i Melodifestivalen 1994).
- "Följ dina drömmar" - Bark/Lindbom/Stolt/Ådahl (5:a i Melodifestivalen 1995).
- "Änglar" - Jessica Wimert (6:a i Melodifestivalen 1991).
- "Jag kan se dig" - Janica  (7:a i Melodifestivalen 1999).
- "En bland miljoner" - Annelie Axelsson (2:a Melodifestivalen Tv 3, 1994).
- "Don't say goodbye" - Pernilla Wahlgren.
- "Crashed & Burned" - Pernilla Wahlgren.
- "Say say say" - Pernilla Wahlgren.
- "Beautiful day" - Pernilla Wahlgren.
- "Do do do" - Lutrcia MacNeal
- "Movin on" - Gladys del Pilar
- "Vid julen är vi alla barn" - Lotta Engberg
- "Better best forgotten" - CeCe & Lee
- "From a mother to a daughter" - Scotts
- "Nu kommer jag tillbaks" - Linda Bengtzing
- "Om du var min" - Sanna Nielsen
- "Jag Vet" - Jimmy Jansson.
- "Calling out loud" - Jan Johansen
- "Jag har sett en främling" - Anna Book
- "Talking to an Angel" - Pernilla Wahlgren.
- "Anata ga Tonari ni Iru Dake de" - NEWS.
- "Kaze no Mukou e" - Arashi.
- "If you wanna dance" - Sexy Zone
- "Hen hen ai" - Vivian Tsu
- "Angel" - Misia
- "Sayonara" - Miliyah Kato
- "7 Wishes" - Kis My Ft2
- "Wakamonotachi" - Kis My Ft2
- "Mirror Mirror" - Angerme
- "Curtain Call" - SixTONES
- ”Rock this party” - Timelesz
- "Love love love" - After School
- "Another piece of my heart" - Chiara.
- "You" - Ira Losco
- "Do me right" - Sergey Lazarev
- "I will do" - Pierre
- "Everyday I die" - Nikki
- "Ingenting i hela världen" - Anders Dannvik
- "Frigiven" - Anders Dannvik